# Tomas Scheckter
Pour les articles homonymes, voir Scheckter.
Tomas Scheckter, né à  Monte-Carlo le 21 septembre 1980, est un pilote sud-africain. Il est le fils du champion du monde 1979 de Formule 1 Jody Scheckter. 

## Biographie
Tomas participe à plusieurs courses de  F3000 en 2000, finissant second à Hockenheim derrière  Tomáš Enge, son futur coéquipier en IndyCar. Après avoir été écarté du poste de pilote essayeur au sein de l’équipe de Formule 1 Jaguar Racing en 2001 pour son comportement en dehors de la piste, il participe aux World Series by Nissan, terminant second du championnat.

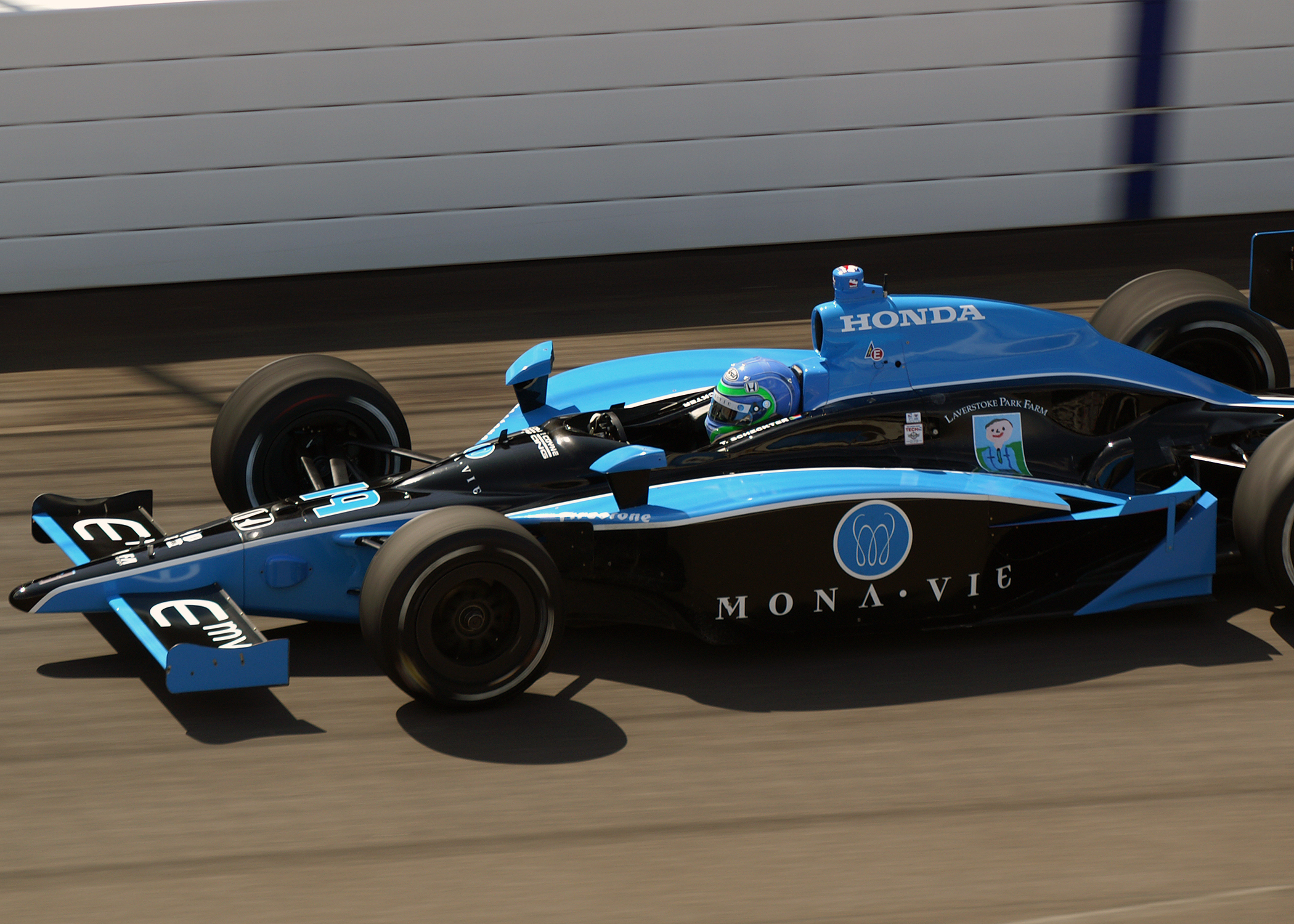
Tomas Scheckter lors d'essais à Indianapolis.

Tomas signe avec l’écurie Red Bull  d’Eddie Cheever pour la saison 2002 de l'Indy Racing League. Il est élu meilleur débutant aux 500 miles d’Indianapolis après avoir mené la course pendant 85 tours et remporte la première victoire de sa carrière sur le circuit du Michigan. En 2003, il intègre l’équipe Target Ganassi Racing mais ses résultats sont mitigés. Il est souvent critiqué pour son inconstance et ses nombreux accidents terminant la saison loin derrière son coéquipier Scott Dixon, vainqueur du championnat.
En 2004, il change de nouveau d’équipe en remplaçant le double champion Sam Hornish Jr chez Panther Racing. Pendant les saisons 2004 et 2005, Scheckter & Panther forment le meilleur tandem motorisé par Chevrolet (considéré comme le moteur le moins fiable de ce championnat).  Accablé par la malchance, il remporte tout de même sa seconde victoire en IndyCar en devançant Sam Hornish Jr. sur le circuit du Texas en juin 2005.
Peu après, Scheckter est annoncé comme l’un des pilotes de l’équipe sud-africaine participant au nouveau championnat A1 Grand Prix series. Il courra finalement en Allemagne sur l’EuroSpeedway de Lausitz et au Portugal à Estoril.
En 2006, Scheckter conduit pour l’équipe Vision Racing de Tony George et Patrick Dempsey au côté de Ed Carpenter et termine la saison 10e.
En 2009, il revient pour la seule course des 500 miles d’Indianapolis et termine 12e.

### Résultats en IndyCar
| Année | Équipe              | Victoires | Points | Classement |
| ----- | ------------------- | --------- | ------ | ---------- |
| 2002  | Cheever Racing      | 1         | 210    | 14e        |
| 2003  | Chip Ganassi Racing | 0         | 356    | 7e         |
| 2004  | Panther Racing      | 0         | 230    | 19e        |
| 2005  | Panther Racing      | 1         | 390    | 9e         |
| 2006  | Vision Racing       | 0         | 298    | 10e        |

2 victoires, 0 championnats

## Résultats aux 500 miles d'Indianapolis
| Année | Châssis | Moteur    | Départ | Arrivée | Équipe                   |
| ----- | ------- | --------- | ------ | ------- | ------------------------ |
| 2002  | Dallara | Infiniti  | 10     | 26      | Team Cheever (en)        |
| 2003  | G-Force | Toyota    | 12     | 4       | Chip Ganassi Racing      |
| 2004  | Dallara | Chevrolet | 10     | 18      | Panther Racing           |
| 2005  | Dallara | Chevrolet | 11     | 20      | Panther Racing           |
| 2006  | Dallara | Honda     | 11     | 27      | Vision Racing            |
| 2007  | Dallara | Honda     | 10     | 7       | Vision Racing            |
| 2008  | Dallara | Honda     | 11     | 24      | Luczo Dragon Racing      |
| 2009  | Dallara | Honda     | 26     | 12      | Dale Coyne Racing        |
| 2010  | Dallara | Honda     | 20     | 15      | Dreyer & Reinbold Racing |
| 2011  | Dallara | Honda     | 21     | 8       | SH Racing/KVRT           |